# Ladies Scottish Open
Het Ladies Scottish Open is een golftoernooi van de Ladies European Tour (LET). Het wordt op wisselende banen gespeeld.

## Winnaars
| Jaar                                           | Baan                         | Winnaar                      | Score                        | Score                        | Runner(s)-up                                | Info                         |               |
| Bowring Ladies Scottish Open                   | Bowring Ladies Scottish Open | Bowring Ladies Scottish Open | Bowring Ladies Scottish Open | Bowring Ladies Scottish Open | Bowring Ladies Scottish Open                | Bowring Ladies Scottish Open |               |
| ---------------------------------------------- | ---------------------------- | ---------------------------- | ---------------------------- | ---------------------------- | ------------------------------------------- | ---------------------------- | ------------- |
| 1986                                           | Dalmahoy                     | Meredith Marshall            | 283                          | –5                           | Laura Davies                                | [ 1 ]                        |               |
| 1987                                           | Cawder                       | Dale Reid po                 | 285                          | –3                           | Laura Davies                                | [ 2 ]                        |               |
| 1988                                           | Cawder                       | Catherine Panton             | 293                          | +1                           |                                             |                              |               |
| 1989 – 1993: niet gespeeld                     |                              |                              |                              |                              |                                             |                              |               |
| The New Skoda Women's Scottish Open            |                              |                              |                              |                              |                                             |                              |               |
| 1994                                           | Dalmahoy                     | Laura Davies                 | 278                          | −10                          | Karina Orum                                 |                              |               |
| Payne & Gunter Scottish Open                   |                              |                              |                              |                              |                                             |                              |               |
| 1995                                           | Dalmahoy                     | Alison Nicholas              | 272                          | −16                          | Patricia Meunier                            |                              |               |
| 1996 – 2006: niet gespeeld                     |                              |                              |                              |                              |                                             |                              |               |
| De Vere Ladies Scottish Open                   |                              |                              |                              |                              |                                             |                              |               |
| 2007                                           | The Carrick                  | Sophie Gustafson             | 210                          | −3                           | Danielle Masters Kirsty Taylor Sofia Renell |                              |               |
| Aberdeen Asset Management Ladies Scottish Open |                              |                              |                              |                              |                                             |                              |               |
| 2008                                           | The Carrick                  | Gwladys Nocera               | 208                          | −5                           | Maria Boden                                 |                              |               |
| 2009                                           | niet gespeeld                | niet gespeeld                | niet gespeeld                | niet gespeeld                | niet gespeeld                               | niet gespeeld                | niet gespeeld |
| Ladies Scottish Open                           |                              |                              |                              |                              |                                             |                              |               |
| 2010                                           | Archerfield Links            | Virginie Lagoutte-Clément    | 217                          | +1                           | Lee-Anne Pace Sophie Walker Trish Johnson   |                              |               |
| Aberdeen Ladies Scottish Open                  |                              |                              |                              |                              |                                             |                              |               |
| 2011                                           | Archerfield Links            | Catriona Matthew             | 201                          | –15                          | Hannah Jun                                  |                              |               |
| Aberdeen Asset Management Ladies Scottish Open |                              |                              |                              |                              |                                             |                              |               |
| 2012                                           | Archerfield Links            | Carly Booth                  | 212                          | –4                           | Frances Bondad Florentyna Parker            | 32,706                       |               |
| 2013                                           | Archerfield Links            | Catriona Matthew             | 208                          | –8                           | Hannah Burke                                |                              |               |
| 2014                                           | Archerfield Links            | 29-31 augustus               |                              |                              |                                             |                              |               |

 Australian Ladies Masters ·
 Women's Australian Open ·
 New Zealand Women's Open ·
 World Ladies Championship ·
 Lalla Meryem Cup ·
 Buick Championship ·
 Turkish Ladies Open ·
 Dutch Ladies Open ·
 ISPS Handa Ladies European Masters ·
 Ladies Scottish Open ·
 Women's British Open ·
 Sberbank Golf Masters ·
 Helsingborg Open ·
 The Evian Championship ·
 Ladies Open de France ·
 Xiamen Open ·
 Sanya Ladies Open ·
 South African Women's Open ·
 Women's Indian Open ·
 Dubai Ladies Masters
Kowa Queens Cup ·
Solheim Cup